# Унру, Говард
Говард Бартон Унру (англ. Howard Barton Unruh; 21 января 1921 — 19 октября 2009) — американский массовый убийца, убивший 13 человек, включая троих детей, в ходе 12-минутной прогулки в своём районе в Камдене, Нью-Джерси, 6 сентября 1949 года. Данный инцидент получил известность как «Прогулка смерти» (англ. Walk of Death). Совершив убийства, Унру заперся в своем доме и, после короткого противостояния с полицией, сдался властям. Он был признан шизофреником и приговорён к пожизненному заключению в тюрьме для психически больных в Трентоне, где умер 19 октября 2009 года после продолжительной болезни.

## Биография
Говард Унру родился в Камдене, Нью-Джерси, в семье Сэмюэля Шипли Унру и Фриды Воллмер. У него также был младший брат — Джеймс. Родители разошлись, и детей воспитывала мать. Говард учился в школе имени Вудро Вильсона, которую окончил в 1939 году. В школьном выпускном альбоме было сказано, что он был застенчив и хотел стать госслужащим. Во время Второй мировой войны Унру в качестве танкиста принимал участие в Арденнской операции и был отмечен наградами за отвагу. Унру также вёл дневник, где тщательно записывал все детали об убитых им врагах, вплоть до описания трупов. В 1945 году он был с почестями демобилизован и вернулся домой, привезя с собой коллекцию медалей и огнестрельного оружия. Дома Унру украсил свою спальню военными атрибутами, а в подвале оборудовал стрельбище. Работать он не хотел и жил за счёт матери, трудившейся на фабрике, в то время как сам Унру бездельничал и посещал церковные службы. В какой-то момент Унру записался на курсы фармацевтов в Университете Темпл (Филадельфия), но бросил их через три месяца.
Летом 1946 года отношения Унру с соседями сильно ухудшились. Он регулярно подвергался насмешкам как «маменькин сынок», а подростки считали его гомосексуалистом и всячески над ним издевались. Тогда Унру начал вести дневник, куда записывал всё, что о нём говорили. Рядом с именами некоторых людей, записанных в дневники, было проставлено «retal.» (сокращение от «retaliate» — рус. «отомстить»).

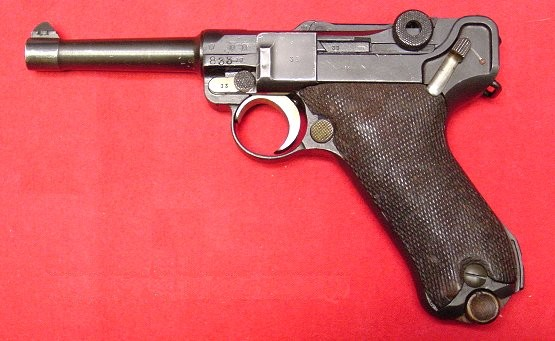
Пистолет Luger P08. Эту модель использовал Унру для совершения убийств

В 3 часа ночи 6 сентября 1949 года Унру, вернувшись из кинотеатра, обнаружил, что недавно сделанная им калитка забора была украдена. Как он сам сказал полиции позже, это стало последней каплей, и «я решил их всех убить». Проспав до восьми утра, Унру надел свой лучший костюм и позавтракал с матерью. В какой-то момент у них произошёл конфликт, в ходе которого он угрожал ей гаечным ключом, после чего мать ушла к знакомой.
В 09:20 Унру вышел из дома, вооружившись пистолетом Luger P08. В течение 12 минут он убил 13 человек, включая троих детей. Несмотря на то, что у него был подготовленный список жертв, Унру убивал кого попало: он застрелил двоих посетителей парикмахерской, но там же пощадил ещё троих. Одна жертва была убита, после того как Унру столкнулся с ней в дверях аптеки. Водитель проезжавшей машины был убит, когда притормозил, чтобы посмотреть на тело одной из жертв. Унру собирался убить местного портного, но того не оказалось в мастерской, и Унру убил его жену. Услышав полицейские сирены, Унру вернулся домой и заперся там. Более 60 полицейских окружили дом, и завязалась перестрелка, но уже через несколько минут Унру сдался.
После ареста на двухчасовом допросе в полиции Унру рассказал, что накануне посмотрел два фильма, «Леди играет в азартные игры» и «Я обошёл закон», и решил, что актриса Барбара Стэнвик была одной из ненавидящих его соседок. Он в мельчайших деталях описал все свои действия, совершённые в момент убийства. В конце допроса обнаружилось, что у него было прострелено левое бедро, о чём он, видимо, вообще не собирался говорить. Он был немедленно доставлен в больницу для лечения. После обследования Унру был поставлен диагноз «параноидная шизофрения», который сделал преступника неподсудным по причине невменяемости. Унру был помещён в Нью-Джерсийскую больницу для умалишённых (ныне — Трентонская психиатрическая больница), где был определён в одиночную камеру в корпусе максимального уровня безопасности. Его последние публично известные слова были произнесены во время интервью с психологом: «Я бы убил и тысячу, будь у меня достаточно патронов». 19 октября 2009 после продолжительной болезни Унру умер, находясь в заключении.

### В массовой культуре
Американский сценарист Винс Гиллиган, будучи ребёнком, прочитал книгу, где рассказывалось про Унру. Гиллиган частично использовал историю Унру при создании эпизода «Секретных материалов» «Unruhe» — о сумасшедшем серийном убийце.
Присутствует как лидер анархических коммун Сиэтла. В моде Judgment day на игру Hearts of Iron 4